# Iezeru (okręg Călărași)
Iezeru – wieś w Rumunii, w okręgu Călărași, w gminie Jegălia. W 2011 roku liczyła 947 mieszkańców.